# サフランモドキ
サフランモドキ (洎夫藍擬き、学名 : Zephyranthes carinata) はタマスダレ属の植物。花を観賞するために栽培され、日本では暖地で逸出帰化している地域もある。中国名は、韭蓮。

## 特徴

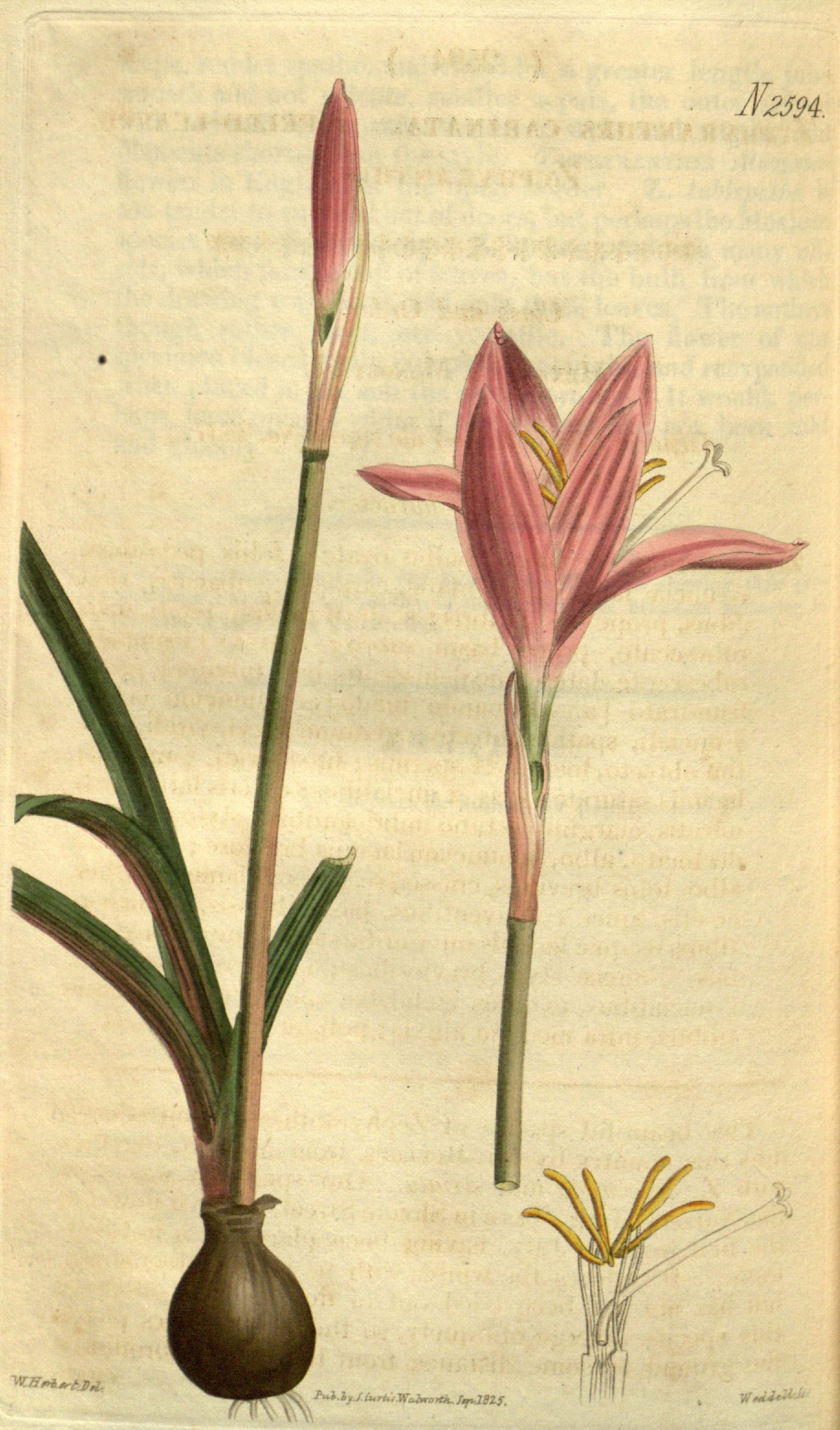
図版

地下に球根を持つ多年草。全株で無毛。鱗茎は地下にあり、卵形で径1–2.5センチメートル程度。径3センチメートル程になることもあり、これはこの属のものでは大きい方である。南アメリカでは更に大きくなって径3.5センチメートルにも達することがあり、またその表面が紅い被膜で覆われる。葉は長さ15–30センチメートル、幅7ミリメートルほどで比較的幅広く、春から秋にかけて1個の鱗茎あたり7–10個ほど出る。葉の形としては線状で質は厚い。表側には浅い縦溝がある。葉は全体に緑色だが、基部は紅色を帯び、光沢がある。
花期は一般的には雨期のあとで、ただし湿潤な気候の地域では、また栽培下では始終開花する。日本では普通は6–10月が開花期である。花茎は鱗茎1つにつき1個生じ、長さは30センチメートル内外で先端に単独に花をつける。花の基部には膜質の苞があり、花柄の基部を取り巻いている。花柄は苞より短い。花は子房下位で外花被片3個、内花被片3個はいずれも長楕円状倒披針形で大きさ、形共にほぼ等しい。それらは全て中程から下では互いに合着して花筒を形成し、それより先の部分では平らに開く。花は大きくて径6センチメートル前後あり、花被裂片は鮮やかな桃色で、筒部は緑色を帯びる。雄しべは6で葯は線形で黄色、両端は尖る。花糸に対してTの字に接続し、揺れることが出来る。雌しべは1、白くて柱頭は3つに裂ける。子房は緑色で光沢があり、3室からなる。

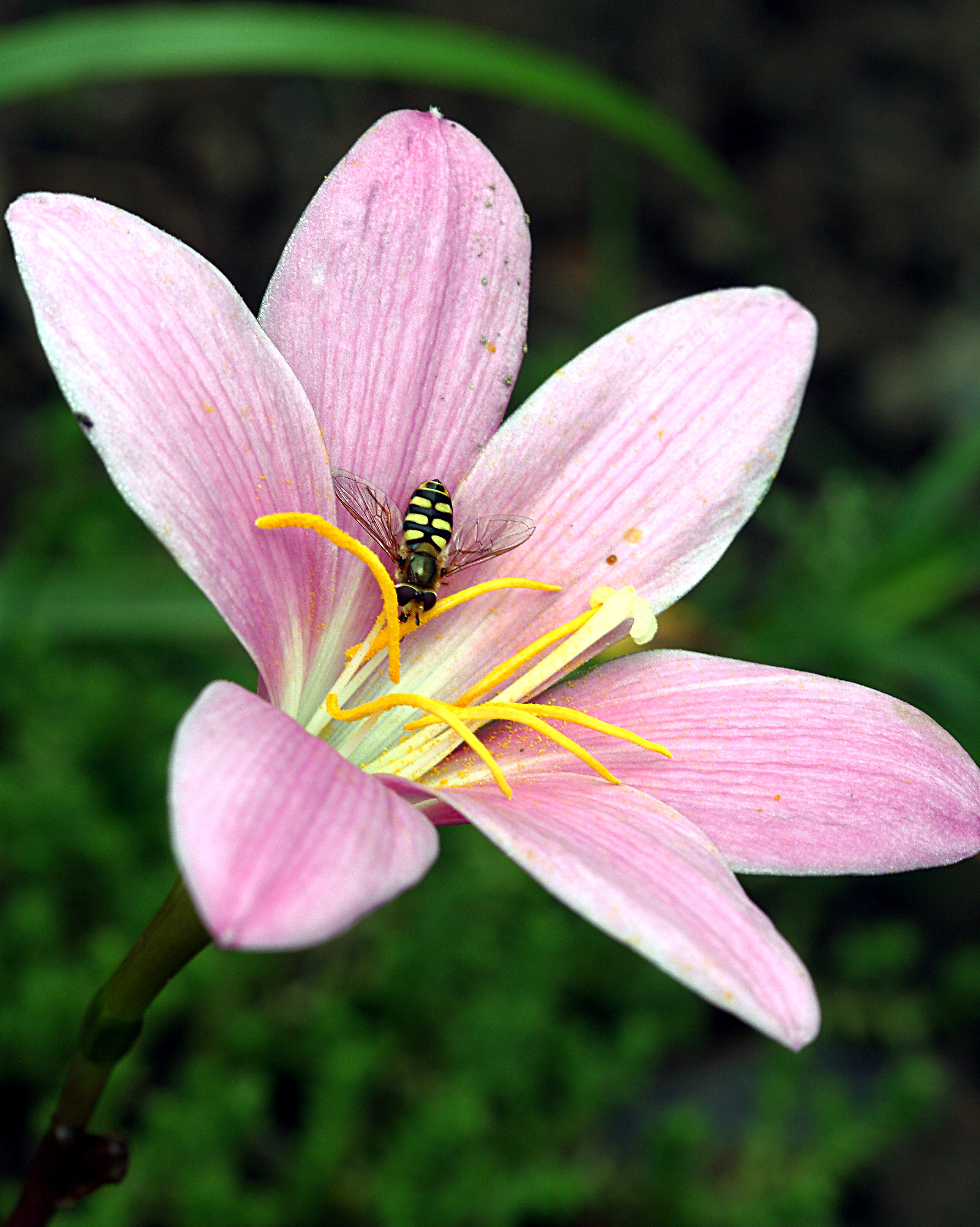
花の拡大
雄蘂、雌蘂の形がよく分かる。

### 名前に関して
学名の種小名は『背稜がある』の意である。和名については薬用植物としてもよく知られるサフランに似ているため、との説明を見ることもある。モドキと着く和名の由来は普通はそうであるが、本種の場合は多少事情が異なる。江戸末に日本に渡来した当初は、本種は本物の薬用のサフランであると誤認された。そのためにその名で誤称されていたのが、明治の初めになって誤りであることが知られ、この名で呼ばれるようになった。
渡来の当時にはバンサンジコ（蕃山慈姑）とも呼ばれた。なお、蕃の部分に「蛮産」を当てる表記もあったようである。
また、園芸上は属名のゼフィランサスで呼ばれることがある。

## 分布
メキシコ、グアテマラが原産地である。しかし現在ではアメリカ合衆国南部からコスタリカ、アンチル諸島、及び南アメリカのそれぞれに孤立した場所で見られるようになっている。南アメリカでは栽培状態か、或いはそこから逸出した姿でのみ見られる。
日本では広く栽培されてきたが、暖地では逸出して野生化している地域もある。長崎県天草地方では水田のあぜ道に群生し、ヒガンバナのような美観を呈するという。

### 経緯
本種が発見されたのは1824年で、日本には1845（弘化2）年頃に渡来したとされる。これはこの種を持ち込むことを意図したものではなく、同年に持ち込まれたパイナップルの栽培土に混入していたもので、これを薬種目利野田青葭が育てたものであった由。この時、本種はサフランであると誤って判断された。この間違いに気付くまでは上述のように明治になるまでかかった。

## 利用
観賞用に栽培される。花壇や鉢植えなどに用いられる。半耐寒性で、日本でも暖地では野外で越冬できる。花については『美花』との評がある。
南米ではサトウキビ畑の雑草として見られる地域もある。
また、本科の植物は様々なアルカロイド等を含み、伝統的な医療に用いられてきたものが多く含まれる。本種についてはそのような事例はないようだが、やはりそのような成分を含んでいることが知られ、その成分についての研究も行われている。